# Zaranj
Zaranj (persiska: زرنج) är en stad i sydvästra Afghanistan. Den är huvudstad i Nimruzprovinsen och hade en beräknad folkmängd av 24 900 invånare 2012. I väst gränsar staden till Zabol i Iran, vilket gör Zaranj till en viktig handelsväg mellan Asien och Mellanöstern.
Efter några år av lugn har staden på senare tid[när?] varit ett fäste för talibanrebeller och 17 april 2008 dödades 17 personer i ett självmordsattentat.
Zaranj ligger i den sydvästra delen av landet, 800 km sydväst om huvudstaden Kabul, 489 meter över havet och antalet invånare är 49 851.
Terrängen runt Zaranj är mycket platt. Det finns inga andra samhällen i närheten.